# La Vocation de saint Matthieu
La Vocation de saint Matthieu (en italien : Vocazione di san Matteo) est un tableau de Caravage peint entre 1599 et 1600 pour la chapelle Contarelli de l'église Saint-Louis-des-Français de Rome, où il est conservé depuis.

## Historique
Ce tableau est une commande du cardinal français Matthieu Contarelli faite en 1599 au jeune Caravage qui reçoit là sa première commande officielle.
Cette première œuvre d'un cycle de trois sur la vie de saint Matthieu est la seule qui soit directement inspirée d’un texte de l’Écriture, Mt 9,9 : « (…) Jésus vit un homme, nommé Matthieu, assis au bureau de péage, et il lui dit : « Suis-moi. » Celui-ci se leva, et le suivit. » Elle orne la partie latérale gauche de la chapelle. Le tableau de Saint Matthieu et l'Ange est placé en position de retable central, et sur la paroi latérale droite de la chapelle est disposé le Martyre de saint Matthieu. Contarelli, qui avait laissé des instructions détaillées sur la manière de composer le tableau, ne vit pas l’achèvement des œuvres qu’il avait commandées : il mourut en 1585.

## Description
Dans la partie droite du tableau se tiennent debout deux personnages en habit d’époque biblique. Jésus qu'on reconnait notamment à son auréole a le bras allongé et sa main est tendue vers Matthieu. Son pied tourné vers l'extérieur de la pièce semble indiquer qu'il est déjà sur le point de repartir. Près de lui se trouve Pierre dont on ne voit pas le visage ; son dos masque largement la personne de Jésus. Seule la main est bien visible, qui accompagne discrètement le geste du Christ.
L’identification exacte de saint Matthieu fait encore l’objet d’une certaine controverse. En effet, la première hypothèse suppose que saint Matthieu serait l’homme barbu, assis au centre de la toile qui se pointe lui-même du doigt et dont le visage est tourné vers le Christ. Il exprimerait donc une certaine incrédulité et sa bouche entre-ouverte laisse croire qu’il demande : « Est-ce bien moi qu’on appelle ? »
Il y a toutefois des problèmes quant à cette lecture. Il est vrai que la lumière le désigne particulièrement bien, mais ce faisceau lumineux est loin de s’arrêter uniquement à cette figure. Par ailleurs, il est clairement stipulé dans le contrat de commande qui a été émis au Caravage par le cardinal, que Matthieu doit être peint en train de compter de l’argent. Suivant cette idée, Matthieu serait plutôt le jeune homme assis tout au bout de la table, la tête penchée, absorbé par sa tâche. Au-dessus de son épaule, le vieil usurier, les lunettes à la main (symbole de l’avarice) n’est pas sans rappeler le tableau également de Caravage intitulé Saint Matthieu et L’Ange (1602) où la figure de l’ange est ici remplacée par le vieillard, guidant Matthieu dans son travail. On constate alors une sorte d’écho formel : là où on l’on trouve l’usurier, on retrouve l’ange bien des années plus tard qui murmure à l’oreille de saint Matthieu, la parole divine.
Par conséquent, pour revenir à l'homme situé au centre de la toile, pointerait plutôt le jeune homme assis tout au bout et ses lèvres entre-ouvertes demanderaient au contraire : « Christ, est-ce bien lui que tu veux ? »
La partie où se situent l'ensemble des personnages est sombre : quelques jets de lumière et de couleur seulement se retrouvent sur les habits et les quelques visages qui ne sont pas plongés dans la pénombre. La lumière provient majoritairement de la partie supérieure droite du tableau. Elle est positionnée de la sorte afin de faire référence directement à la fenêtre située dans l'architecture de la chapelle. Il s'agit là d'une forme d'in situ, mais aussi d'union entre le lieu physique et la toile afin que les deux ne fassent qu'un. Le tout crée un effet de clair-obscur dans le tableau, caractéristique de l’œuvre de Caravage.

## Analyse
La composition se partage entre la partie gauche, un groupe de cinq personnes autour d'une table où se compte de l’argent (avec livre comptable et encrier). Ils sont richement vêtus d’habits contemporains de Caravage (ressemblant aux compositions des Tricheurs  ou de La Diseuse de bonne aventure). Les visages expriment des réactions et sentiments divers. Deux croupiers dont un vieillard sont affublés à leur tâche. Les deux hommes à sa droite dirigent leur geste vers celui que Jésus désigne en un signe d'incrédulité. Suivant ces gestes jusqu'à la gauche du tableau, on remarque le jeune homme à la tête penché, concentré à compter son argent. Tout dans l'œuvre le désigne comme Matthieu, du rayon de lumière oblique à la main de Jésus tendue vers lui. Les deux autres personnages, à droite, regardent les visiteurs, l’un d’un regard plutôt moqueur, mais surtout dubitatif ; l’autre est fasciné au point d’avoir le corps entièrement tourné vers les visiteurs, les jambes à califourchon sur le banc, oublieux de ce qu’il faisait.
Dans la partie droite du tableau : Jésus et Pierre en habit de leur époque (donnant ainsi un caractère trans-historique à la scène, et à l’idée même de vocation). Ils sont pieds nus. L’entrée du Christ dans la pièce n’a rien d’éblouissant. Il sort à peine de l’ombre. Le bras allongé, il tend la main et fait un geste qui est l'exact reflet de celui d’Adam recevant vie de Dieu dans la fresque de Michel-Ange. La création est prolongée en vocation.

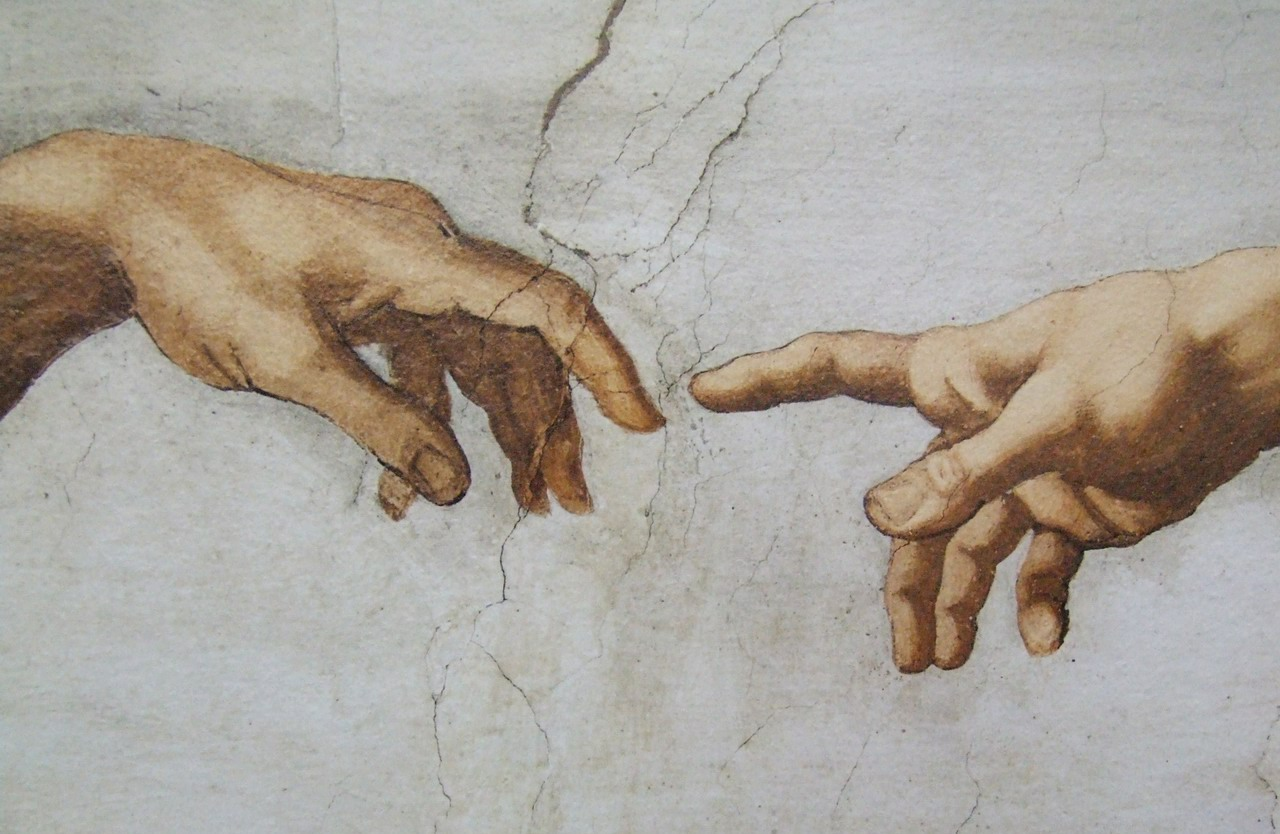
Détail de La Création d'Adam, Michel-Ange
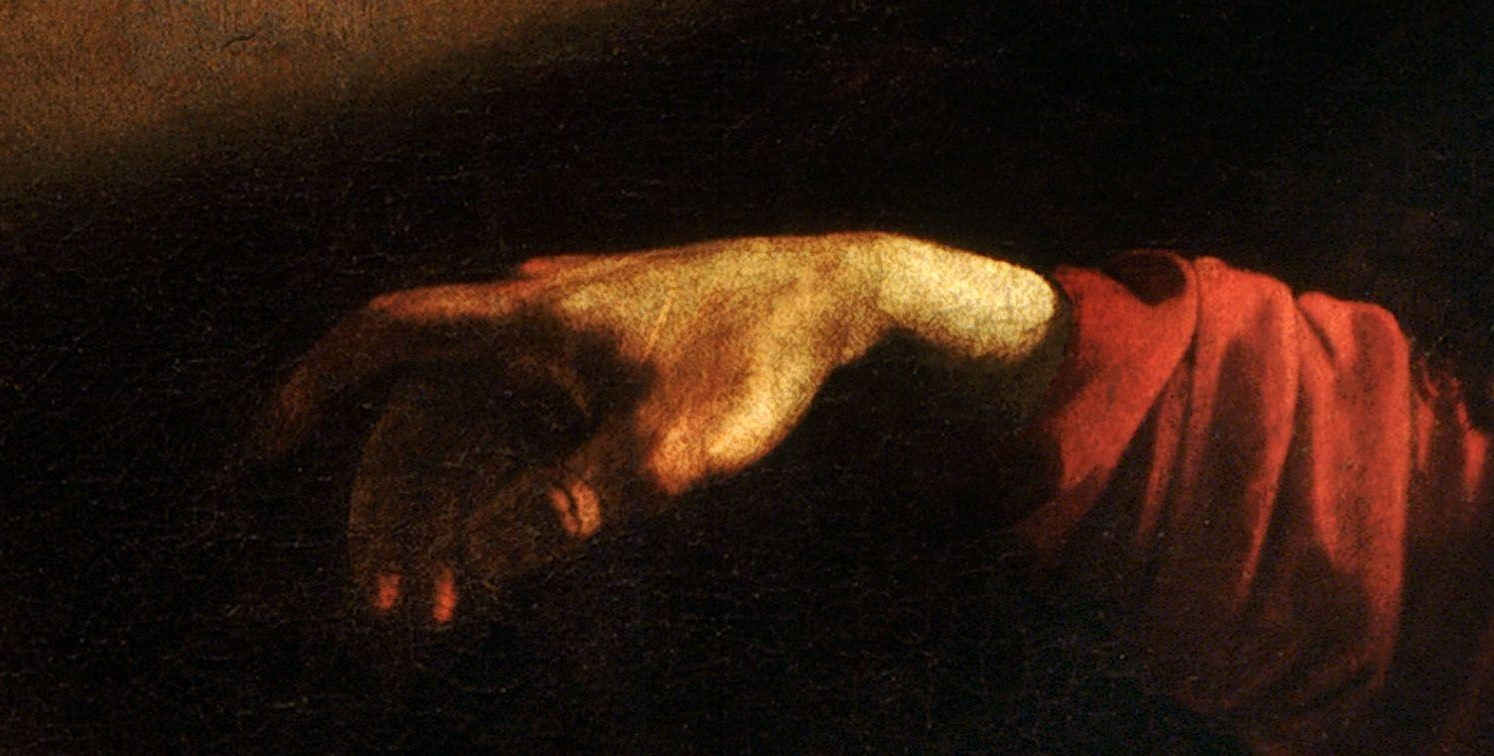
Détail de La Vocation de saint Matthieu, Caravage

La figure de l'apôtre Pierre (ajoutée ultérieurement) symbolise la présence de l'Église, proche du Christ et accompagnant le geste d’appel, tout en restant en retrait. Cependant le tableau montre une Église qui obscurcit l’appel également : de Pierre on ne voit pas le visage, mais seulement un dos qui masque en grande partie la personne de Jésus. Pierre est entre le spectateur et le Christ.

## Une vocation
« Jésus partit de là et vit, en passant, un homme, du nom de Matthieu, assis à son bureau de collecteur d'impôts. Il lui dit : « Suis-moi. » L'homme se leva et le suivit. »

— Mt 9, 9 ; cf. Lc 5, 27-28 et Mc 2, 13-14.

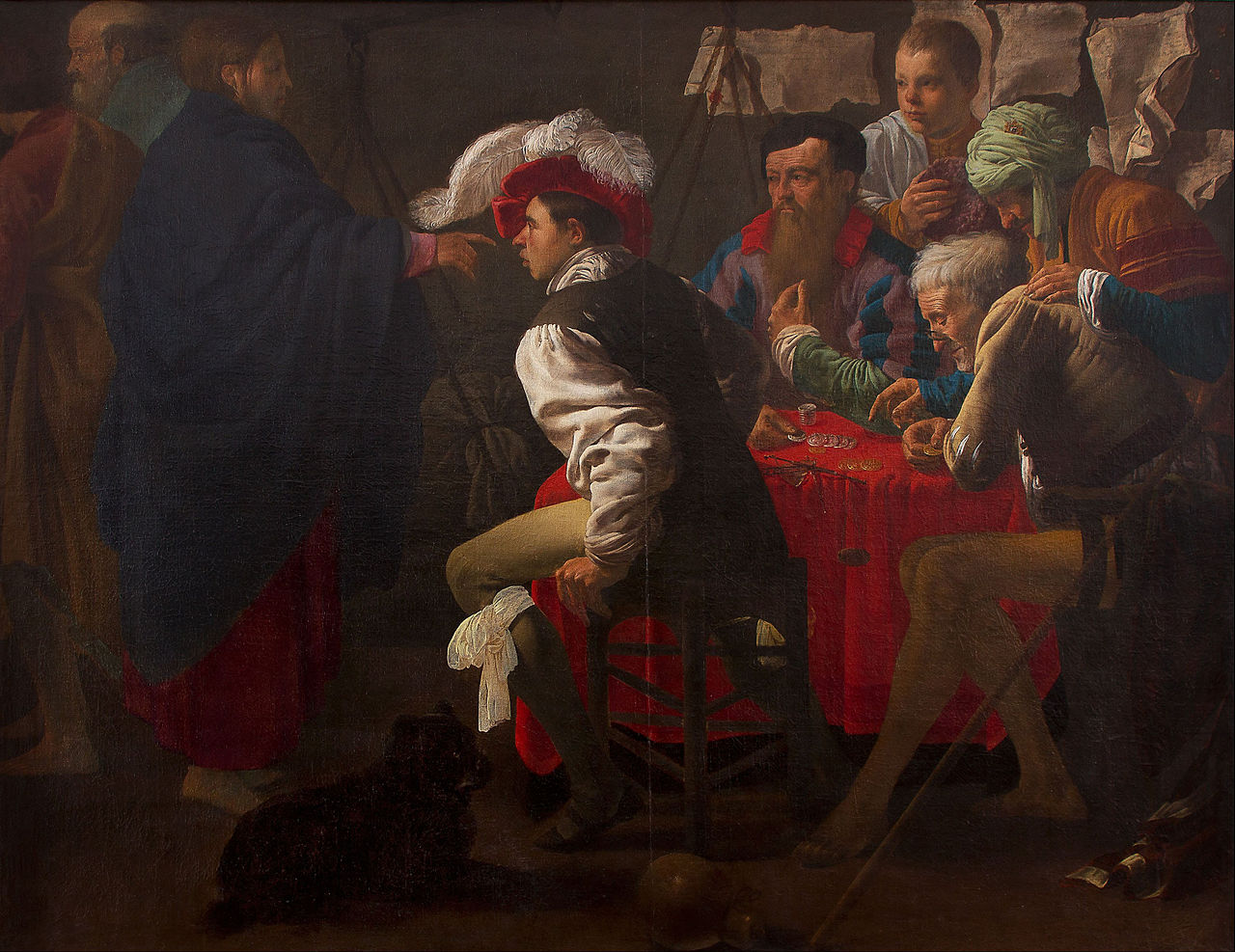
Hendrick ter Brugghen, La Vocation de saint Matthieu, (1620). Musée d'art moderne André-Malraux Le Havre.

Autour d'une table, sur laquelle sont posées une écritoire, une bourse et des pièces, plusieurs personnages sont assis : à gauche, un tout jeune homme est affairé. Il compte les pièces, sous l’œil attentif d'un homme plus âgé. Les trois autres personnages attablés, un homme d'âge mûr et deux jeunes hommes, ont délaissé les opérations comptables : ils sont tournés vers la droite, vers un autre groupe de deux hommes, debout, qui viennent d'arriver et qui pointent du doigt. Mais qui désignent-ils ?
L'ombre de laquelle ils surgissent, le jeu des regards et des mains ne permettent pas d'être affirmatif. Sans doute, celui des deux hommes debout qui porte une discrète auréole pointe-t-il celui qui, assis, semble se désigner lui-même ; tandis que le second homme debout désigne celui qui, au premier plan, semble prêt à se lever. Le peintre joue habilement du contraste entre la partie gauche du tableau, d'allure mondaine, qui rappelle des œuvres profanes comme Les Tricheurs ou La Diseuse de bonne aventure, et la partie droite, plus sobre et dépouillée où évoluent, pieds nus, Jésus et saint Pierre. Toute la composition repose sur une volontaire ambiguïté, sur un jeu de contrastes où rien n'est déterminé si ce n'est, à gauche, la condamnation implicite du monde de l'argent et, à droite, la célébration de l'exigence évangélique.

## Influence et postérité

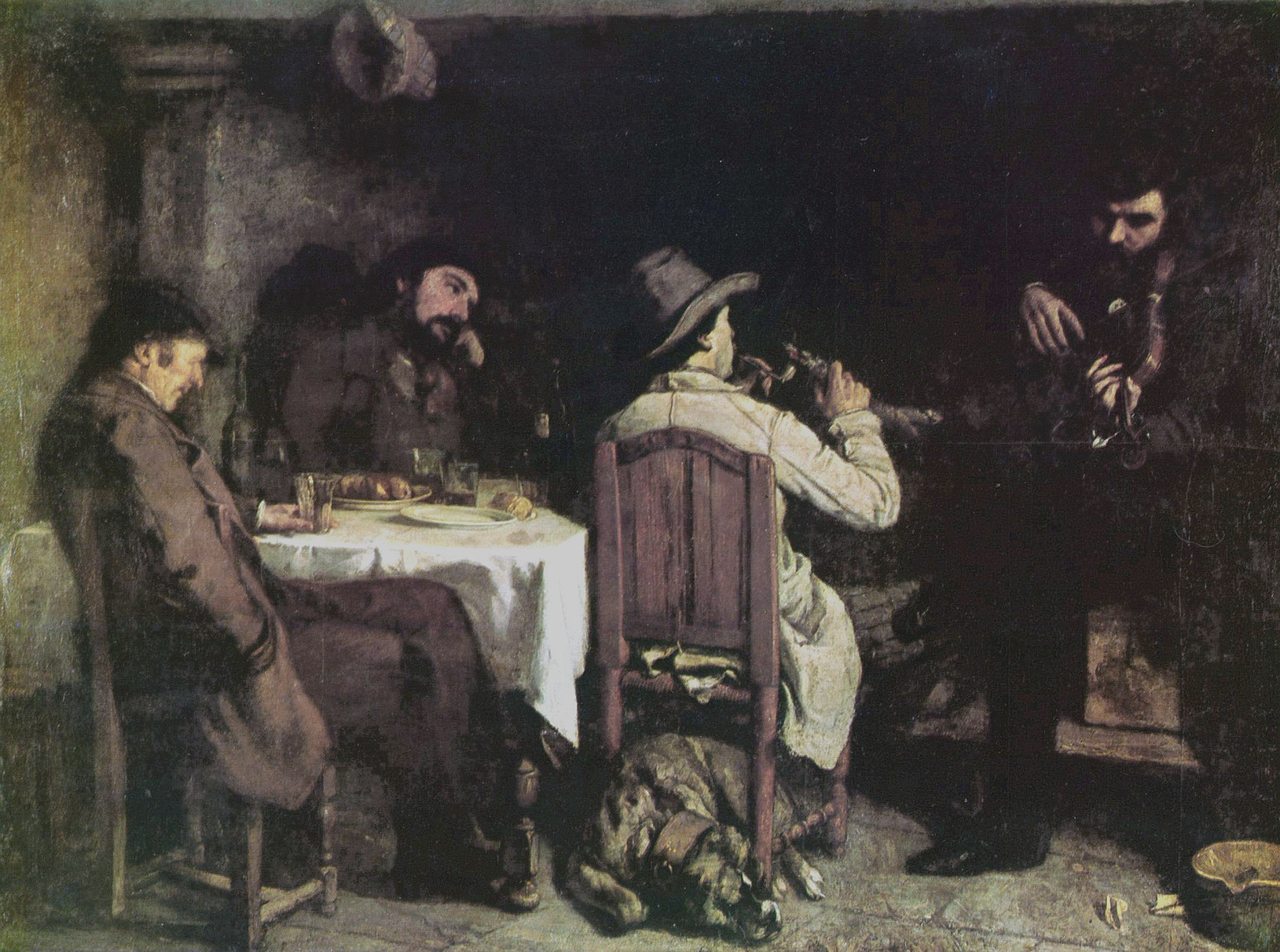
G.Courbet, L'Après-dînée à Ornans, 1849 (palais des beaux-arts de Lille).

Au XIXe siècle, le peintre français Gustave Courbet s'inspire de la Vocation pour réaliser L'Après-dînée à Ornans : sur un thème beaucoup plus trivial, la composition comme le travail sur l'ombre et la lumière s'appuient sur l’œuvre de Caravage.
La peinture fait partie du musée imaginaire de l'historien français Paul Veyne, qui le décrit dans son ouvrage justement intitulé Mon musée imaginaire.